# المدربل (طبق)
المدربل أو البرانية هو أكلة مغربية تقليدية شائعة في شمال إفريقيا، تحضر بالباذنجال المقلي والحمص واللحم أو الدجاج، وتقدم في الطاجين أو في الصحن.

## التحضير
يُحضَّر طاجين اللحم بالبادنجان والحمص بوضع قطع اللحم مع الطماطم المبشورة والبصل المفروم وزيت الزيتون والملح وقليل من الماء ليُطهى حتى يتشحر، ثم تضاف التوابل المتمثلة في الفلفل الأسود والخرقوم والسكنجبير والفلفل الأحمر الحلو مع القزبر والمعدنوس ويُروى بالماء ليُترك على النار حتى ينضج اللحم. في المقابل يُقطَّع الباذنجان إلى دوائر ويُنقع في ماء مملح ثم يُجفف ويُقلى في زيت ساخن، كما يُسلق الحمص المنقوع في ماء مملح حتى يلين. بعد نضج اللحم، يُرتب الباذنجان المقلي على جوانب الطاجين ويُوضع الحمص في الوسط ويُسقى الجميع بمرق اللحم، ثم يُرش بالمعدنوس ويُغطى دقائق معدودة قبل أن يُقدَّم. 

## المكونات
- باذنجان
- فلفل
- بصل
- فلفل أسود
- هريسة
- ملح
- الثوم
- معدنوس
- لحم
- الحمص المرطب
- لحم
- توابل [1]